# مانی این د بنک (۲۰۱۵)
 مانی این د بنک  (به انگلیسی: Money in the Bank) یک رویداد غیر رایگان (Pay-Per-View) در کشتی حرفه‌ای است که توسط کمپانی دبلیودبلیوئی تهیه می‌شود و این دوره‌اش هم در ۱۴ ژوئن ۲۰۱۵ در شهر کلمبوس ایالت اوهایو و در مجموعه ورزشی نِیشِن‌واید اِرینا برگزار شد. این، ششمین دوره از مانی این د بنک از زمان آغاز این PPV در سال ۲۰۱۰ اولین دوره از سال ۲۰۰۴ بود که در شهر کلمبوس برگزار می‌شد. این رویداد برای مشترکان جدید شبکه دبلیودبلیوئی در ماه ژوئن در بیش از ۱۴۰ کشور رایگان بود.

## زمینه‌سازی
مانی این د بنک شامل مسابقاتی بین دشمنی‌های موجود، ماجراهای پیش آمده و استوری‌هایی خواهد بود که پیش از این در برنامه‌های راو یا اسمک داون پخش شده بود. کشتی‌گیرها با توجه به مسابقات یا سری اتفاقاتی که برایشان رخ می‌دهد و تنش را به حد اکثر می‌رساند، نقش منفی یا قهرمان به خود می‌گیرند.
در الیمینیشن چمبر، جان سینا مقابل کوین کِوین اُوِنز شکست خورد. کمی بعدتر در همان شب اعلام شد که سینا در رویداد مانی این د بنک دوباره با اُوِنز مسابقه خواهد داد.
طبق رسم هر ساله، در این رویداد یک مسابقه نردبان بر سر چمدان مانی این د بنک برگزار می‌شود و فرد پیروز قراردادی را بدست می‌آورَد که با آن می‌تواند تا قبل از فرارسیدن رویداد سال بعد در هر زمانی که بخواهد با قهرمان کمریند دبلیودبلیوئی سنگین‌وزن جهان بر سر کمربندش مسابقه دهد. در الیمینیشن چمبر، حضور دالف زیگلر، نِویل، رومن رینز، رندی اورتن، کوفی کینگستون و شیمس برای این دوره از این رویداد اعلام شد. در اسمک‌دوان ۴ ژوئن هم کین حضور خود را به عنوان آخرین شرکت‌کننده اعلام کرد.
در الیمینیشن چمبر، دین امبروز مقابل سث رالینز با سلب صلاحیت به پیروزی رسید. بعد از مسابقه، امبروز که این تصمیم را نپذیرفته بود کمربند را برداشت و از ورزشگاه خارج شد. در راو ۱ ژوئن، رینز وارد شد و اعلام کرد که امبروز خواهان مسابقه مجدد با رالینز بر سر کمربند اوست و مسابقه هم باید از نوع مسابقه نردبان باشد. رالینز این را پذیرفت و بدین ترتیب مسابقه رسمی شد.

## نتایج
| #                                                                                                 | نتایج                                                                                          | نوع مسابقه                                                                                             | مدت زمان |
| ------------------------------------------------------------------------------------------------- | ---------------------------------------------------------------------------------------------- | --- | -------- |
| ۱پ                                                                                                | آر-تروث پیروز مقابل کینگ بَرِت                                                                   | مسابقه تک نفره                                                                                         | 5:41     |
| ۲                                                                                                 | شیمس پیروز مقابل نِویل، رومن رینز، رندی اورتن، کوفی کینگستون، کین و دالف زیگلر (با همراهی لانا) | مسابقه نردبان مانی این د بنک برای دریافت قرارداد مسابقه برای قهرمانی کمربند دبلیودبلیوئی سنگین‌وزن جهان | 20:50    |
| ۳                                                                                                 | نیکی بِلا (c) پیروز مقابل پِیج                                                                   | مسابقه تک نفره برای قهرمانی کمربند دیواز                                                               | 11:18    |
| ۴                                                                                                 | بیگ شو پیروز مقابل رایبک (c) با سلب صلاحیت                                                     | مسابقه تک نفره برای قهرمانی کمربند بین قاره‌ای                                                          | 5:28     |
| ۵                                                                                                 | جان سینا پیروز مقابل کوین اوونز                                                                | مسابقه قهرمان مقابل قهرمان                                                                             | 19:15    |
| ۶                                                                                                 | پرایم تایم پلِیِرز (درن یانگ و تایتوس اونیل) پیروز مقابل د نو دِی (بیگ ای و زِیویِر وودز) (c)       | مسابقه تگ تیم برای قهرمانی کمربندهای تگ تیم                                                            | 5:48     |
| ۷                                                                                                 | سث رالینز (c) پیروز مقابل دین امبروز                                                           | مسابقه نردبان برای قهرمانی کمریند دبلیودبلیوئی سنگین‌وزن جهان                                           | 35:40    |
| - (c) – نشان‌دهنده قهرمان(هایی) است که به میدان می‌روند - پ – نشان‌دهنده این است که مسابقه در پری–شو |                                                                                                | |          |